# Fratria
Fratria (Фратрия, от греч. φρατρία, phratría — братство) — фанатское объединение и движение болельщиков спортивного общества «Спартак». Созданное 28 октября 2005 года объединение «Фратрия» уже к 2008 году по некоторым оценкам насчитывало порядка десяти тысяч членов, считаясь крупнейшей фанатской организацией общества «Спартак».
В руководство организации входят:

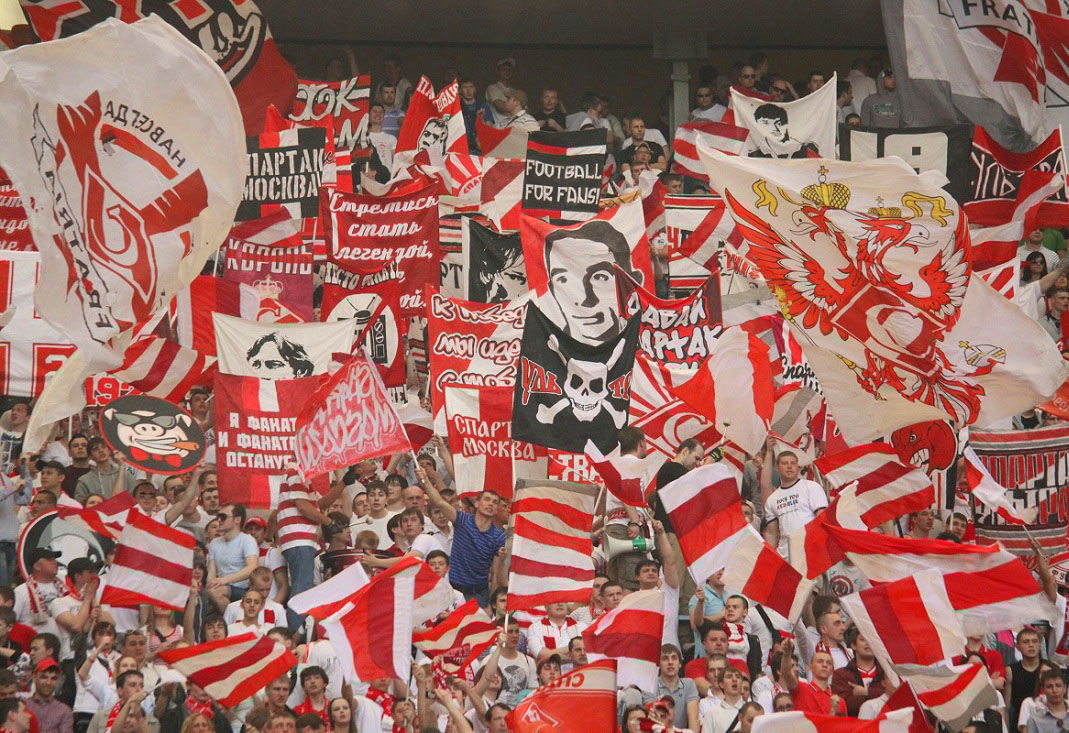
Использование двуручников и флажков на секторе «Фратрии»

- Совет «Фратрии», состоящий из лидеров авторитетных объединений болельщиков «Спартака»;
- Ультрас-совет, состоящий из представителей ультрас-групп (инициативных групп) и ответственных за каждое направление суппорта (поддержки команды).

Традиционными местами расположения участников объединения на спортивных соревнованиях являются:
- на футбольных матчах: стадион «Локомотив» — северная трибуна; БСА «Лужники» — трибуна B; стадион «Спартак» — северная трибуна (трибуна В);
- на хоккейных матчах: ДС «Сокольники» — южная трибуна; ДС «Лужники» — трибуна D; Ледовый дворец «Парк легенд» (теперь Ледовый дворец ЦСКА) — сектора 213, 214; в ДС «Мегаспорт» — трибуны B2—B3;
- на мини-футбольных матчах: ДС «Триумф» (Люберцы);
- на матчах пляжного футбольного клуба: центр пляжных видов спорта «СССР» в Химках;
- «гостевые» сектора на выездных матчах.

## Направления деятельности

### Поддержка команды

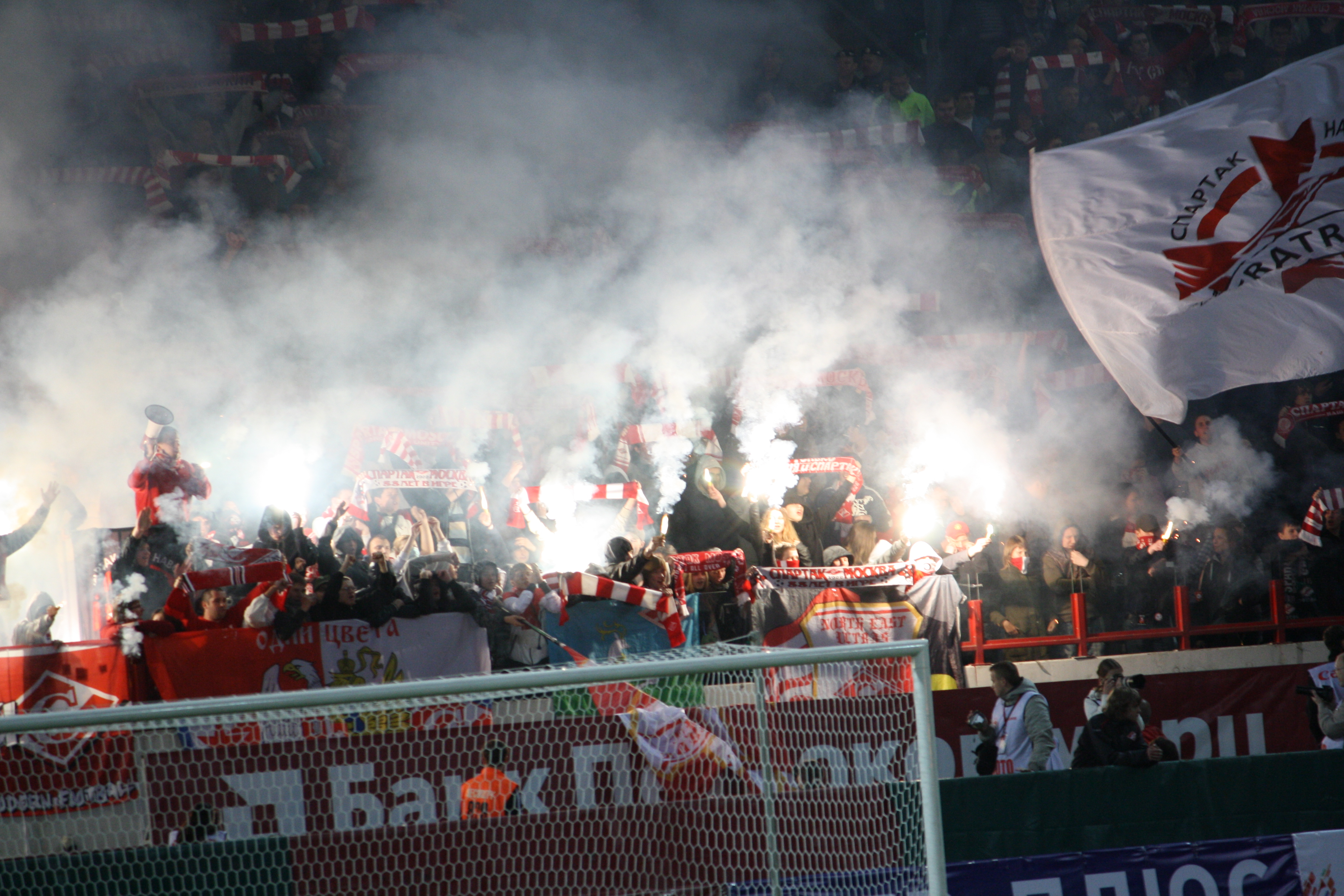
Трибуна «Фратрии» на матче московского «Спартака»

Основной декларируемой целью деятельности «Фратрии» является поддержка команд общества «Спартак» при помощи традиционных перформансов:
- визуальных (флаги, модули, флажки, баннеры, растяжки и двуручники);
- звуковых (поддержка команды, агрессивный выпад в адрес противника, протест);
- пиротехнических (фальшфейеры, стробоскопы, дымы).

«Фратрия» занимается поддержкой команды и организацией перформансов не только на домашних матчах, но и на выездных играх. Поэтому объединением на постоянной основе устраиваются массовые выезды на гостевые матчи московского «Спартака» как по России, так и по Европе.

#### Визуальная поддержка
Есть несколько основополагающих пунктов в визуальной поддержке команды и оформлении трибуны:

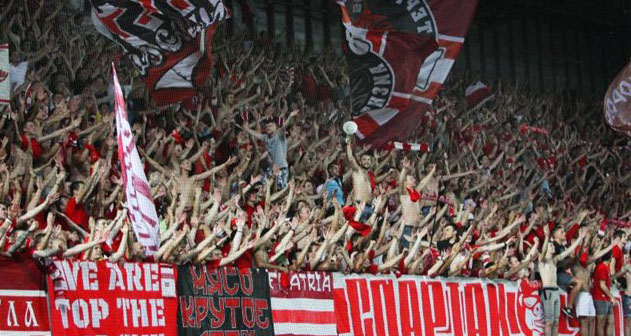
«Hands in the air» на трибуне «Спартака»

1. Баннерный развес.
Это баннерная линия на решётке внизу сектора трибуны, где развешены баннеры различных объединений фанатов «Спартака».
2. Шарфы нарастяг, двуручники, флажки и большие флаги.
Шарфы нарастяг — один из самых привлекательных и простых элементов визуального оформления трибун, очень красочно смотрится единое поднятие шарфов над головой всего фанатского виража.
Двуручники — это небольшие нарисованные полотна различного размера (обычно 180 на 100 см), со специальными карманами по краям, куда продевается с каждой стороны по пластиковому пустотелому древку. В течение матча несколько раз двуручник поднимается на этих древках над головой. Также встречаются круглые двуручники, они сделаны из картона и не имеют пластиковых древков для поднятия.
Флажки и большие флаги. В визуальном оформлении трибуны обычно используют несколько десятков или сотен маленьких флажков и с десяток больших флагов.

3. «Hands in the air».
Фанаты на всех секторах одновременно поднимают руки над головой во время определённых «зарядов». Чем выше поднимаются руки над головой и чем слаженнее делается этот элемент, тем красивее это смотрится со стороны.
4. Облачение посетителей трибуны в футболки одного цвета.
Этот вариант является самым простым и распространённым. Футболки могут быть разложены заранее по секторам организованной фанатской группой или принесены болельщиками самостоятельно по призыву объединения (за несколько дней до игры).

#### Звуковая поддержка

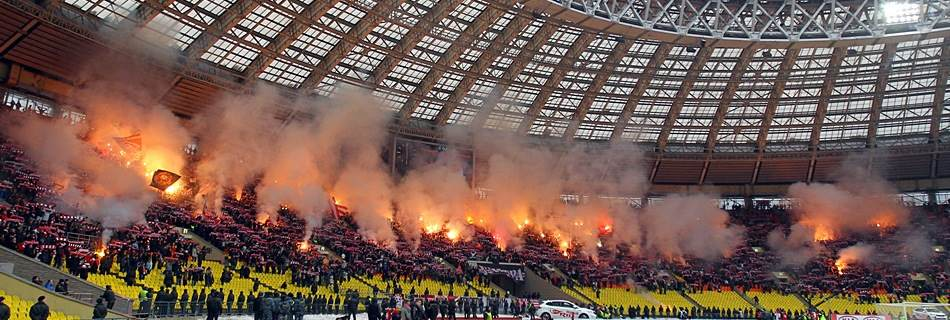
Пиротехническое шоу на домашнем матче «Спартака»

К звуковой поддержке можно отнести любое организованное звуковое сопровождение футбольного матча. Репертуар футбольных фанатов состоит из множества зарядов (как коротких, так и не очень), песен, хлопков, перекличек между секторами или трибунами, имитации определённых звуков, направленных на деморализацию игроков команды соперника, освистывания противоборствующей команды и фанатов-оппонентов.

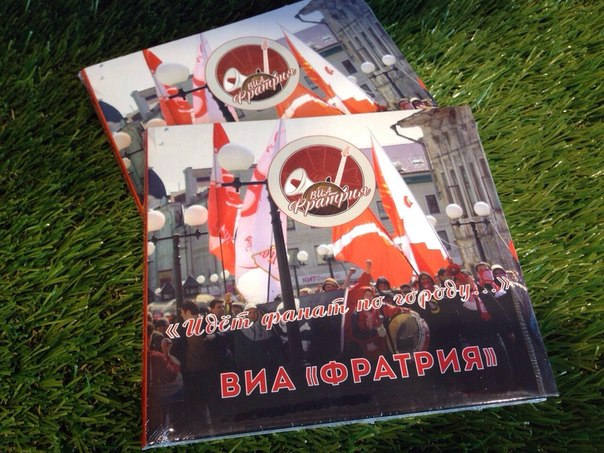
Первый альбом ВИА «Фратрия» «Идёт фанат по городу…». 2014 год

#### Пиротехническая поддержка
Одним из самых ярких элементов поддержки является использование пиротехнических средств. В зависимости от погоды и времени суток используются различные виды пиротехники — обычные фальшфейеры, «вроцлавские огни», стробоскопы, дымы, петарды и др.

### Вокально-инструментальный ансамбль «Фратрия»
В 2012 году с целью развития звуковой поддержки движением была создана музыкальная группа болельщиков красно-белых. В 2014 году группой выпущен первый альбом под названием «Идёт фанат по городу…». За основу записанных песен брались исходные композиции, из которых когда-то получались всем известные кричалки, популярные на фанатской трибуне «Спартака» по сей день.
В 2016 году был записан второй альбом фанатских песен под названием «Мы готовы к бою». В студии звукозаписи MeatStudio были записаны как известные треки, так и новые (на мотивы известных международных хитов был написан свой текст).

### Любительские спортивные турниры

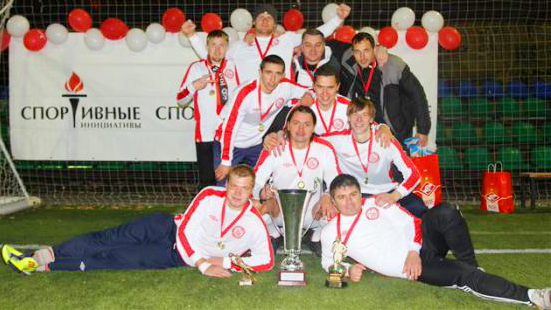
Победитель IV ежегодного турнира по мини-футболу «Кубок памяти 20 октября» команда благотворительного фонда «Красно-белое сердце». 2011 год

Одной из задач «Фратрии» является поддержка и развитие любительского спорта, а также пропагандирование здорового образа жизни среди фанатов красно-белых. Организация массовых соревнований помогает сплотить коллектив и способствует повышению спортивных результатов членов общества. Для её реализации на постоянной основе совместно с официальным фан-клубом московского «Спартака», футбольным и хоккейным клубами «Спартак», а также благотворительным фондом «Красно-белое сердце» проводятся следующие турниры:
- Турнир по мини-футболу «Кубок Памяти 20 октября»[14][15][16][17][18];
- Фестиваль «Красно-белое сердце»[19][20][21][22][23];
- Турнир по футболу в формате 7+1 «Кубок К. И. Бескова»[24];
- Кубок памяти Ильи Цымбаларя[25][26];
- Кубок «Фратрии» по футзалу, проводящийся по правилам AMF[27];
- Открытый благотворительный чемпионат «Фратрии» по дартсу «Красно-белое сердце»[28];
- Турнир по хоккею «Кубок Игумнова»[29][30];
- Турнир «Фратрии» по настольному теннису[31];
- Турнир «Фратрии» по смешанным единоборствам[32][33];
- Турнир «Фратрии» по летней и зимней рыбной ловле[34][35][36];
- Турнир «Фратрии» по картингу[37];
- Турнир «Фратрии» по боулингу[38];
- Фестиваль «Спортивная волна» (реорганизованный «Кубок Аленичева»)[39][40].

Самым крупным спортивным мероприятием, проходящим под эгидой «Фратрии», является ежегодный турнир по мини-футболу «Кубок Памяти 20 октября», который проводится с 2008 года. Этот турнир посвящён памяти жертв трагедии, произошедшей на территории БСА «Лужники» в 1982 году после матча московского «Спартака» и голландского клуба «Хаарлем» в 1/16 розыгрыша Кубка УЕФА. Тогда в давке при выходе с трибун погибло по официальным данным 66 человек.

Памятник погибшим 20 октября 1982 года в Лужниках болельщикам красно-белых

Турнир собирает 70-80 фанатских любительских команд (как спартаковских, так и коллективов болельщиков дружественных клубов) с разных городов России, СНГ и Европы.
По традиции, победитель этого турнира встречается с командой тренерского штаба футбольного клуба «Спартак».

### Благотворительная деятельность

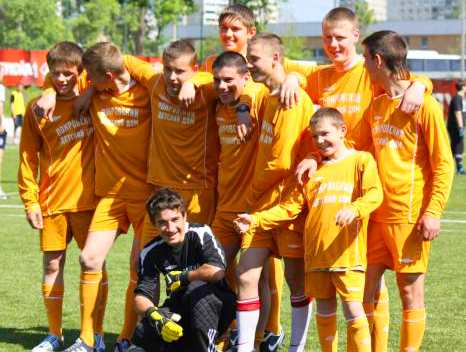
Команда «Покровского детского дома» на II ежегодном благотворительном турнире по мини-футболу «Красно-белое сердце». 2011 год

В 2010 году объединением «Фратрия» создан благотворительный фонд «Красно-белое сердце», который оказывает помощь детям-сиротам, ветеранам спортивного общества, футбольного клуба, а также болельщикам-инвалидам общества «Спартак».
Основной задачей фонда является привлечение внимания к проблемам поддержки детских домов и школ-интернатов, реабилитации и лечения инвалидов и ветеранов-спортсменов, а также формирование в болельщицкой среде отношения к благотворительности как к нормальному повседневному явлению. Благодаря этой поддержке фонду удалось провести десятки акций, результатами которых стали благодарности от детских домов, школ-интернатов и людей, которым была оказана помощь.
Благотворительный фонд на постоянной основе курирует Первомайский детский дом-интернат для умственно отсталых детей, Гаврилов-Ямскую специальную коррекционную школу-интернат для незрячих и слабовидящих детей и Областное государственное образовательное учреждение для детей-сирот и детей, оставшихся без попечения родителей «Покровский детский дом». Ежегодно в детских домах и школах-интернатах фондом проводятся новогодние ёлки, праздничные мероприятия на день защиты детей и день знаний, любительские турниры по мини-футболу, хоккею, дартсу и другим видам спорта, благотворительные аукционы и вечера.
Самым крупным мероприятием, проходящим под эгидой благотворительного фонда «Красно-белое сердце», является одноимённый ежегодный турнир по мини-футболу, который проводится с 2010 года в мае в преддверии Дня защиты детей. На турнир собирается 30-40 команд, состоящих из болельщиков «Спартака». По традиции, помимо турнира среди команд, состоящих из игроков старше 18 лет, также проводится соревнование для команд из детских домов и школ-интернатов. Турнир носит семейный характер, поэтому представители команд нередко приводят с собой своих детей, для которых организаторы проводят различные детские конкурсы и мероприятия. Все деньги, собранные на турнире, используются фондом для проведения благотворительных акций в честь Дня защиты детей в подшефных ему детских домах.

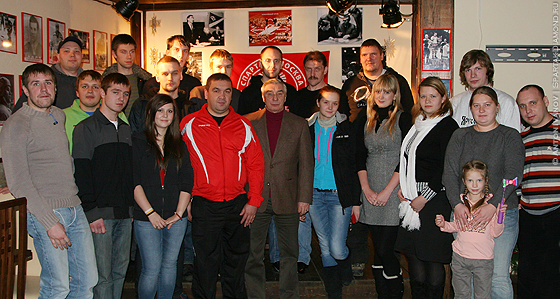
Встреча членов объединения «Фратрия» с Г. А. Ярцевым. Спорт-бар «Шайба». 2012 год

### Встречи с ветеранами «Спартака»
«Без прошлого нет будущего» — под таким девизом «Фратрия» с 2009 года организует для своих членов встречи с легендами «Спартака». Болельщики встречались с Георгием Ярцевым, Валерием Карпиным, Фёдором Черенковым, Андреем Тихоновым, Дмитрием Ананко, Дмитрием Парфёновым, Юрием Гавриловым, Дмитрием Хлестовым, Александром Филимоновым, Дмитрием Аленичевым, Алексеем Парамоновым, Анатолием Исаевым, Олегом Романцевым.
На этих встречах ветераны рассказывают о своей футбольной карьере в «Спартаке», презентуют свои книги, рассуждают о нынешних делах в футболе.

### Автограф-сессии с действующими игроками «Спартака»

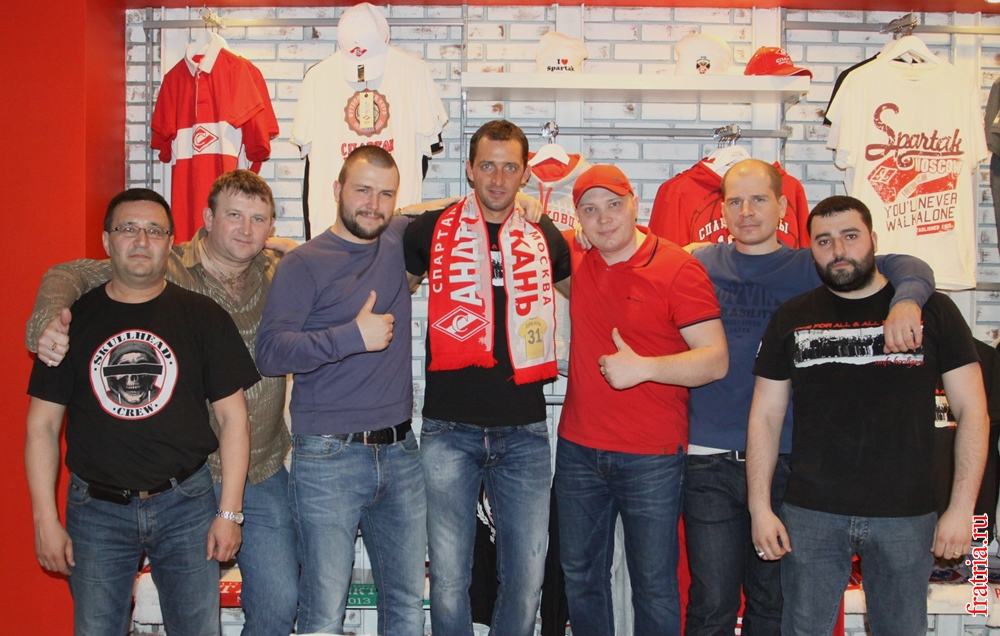
Андрей Дикань после автограф-сессии в магазине «Фратрии» с представителями организации. Апрель 2014 года

С 2012 года «Фратрия» в своём официальном магазине проводит автограф-сессии с игроками «Спартака». Подобные встречи пользуются огромным интересом у болельщиков (собирают до 1000 человек). Цель данных мероприятий — дать возможность преданным болельщикам хотя бы на некоторое время соприкоснуться со своими кумирами, за которыми они наблюдают с экранов телевизоров или на стадионе. Получить автограф, сделать памятную фотографию, пожелать игроку удачи лично — бесценно. Подобные мероприятия оставляют яркий след в памяти фанатов и самих игроков.
Автограф-сессии проводили братья Комбаровы, Андрей Дикань, Артём Ребров, Денис Глушаков, Павел Яковлев, Юрий Мовсисян, Сальваторе Боккетти.

### Голосование за лучшего игрока «Спартака»

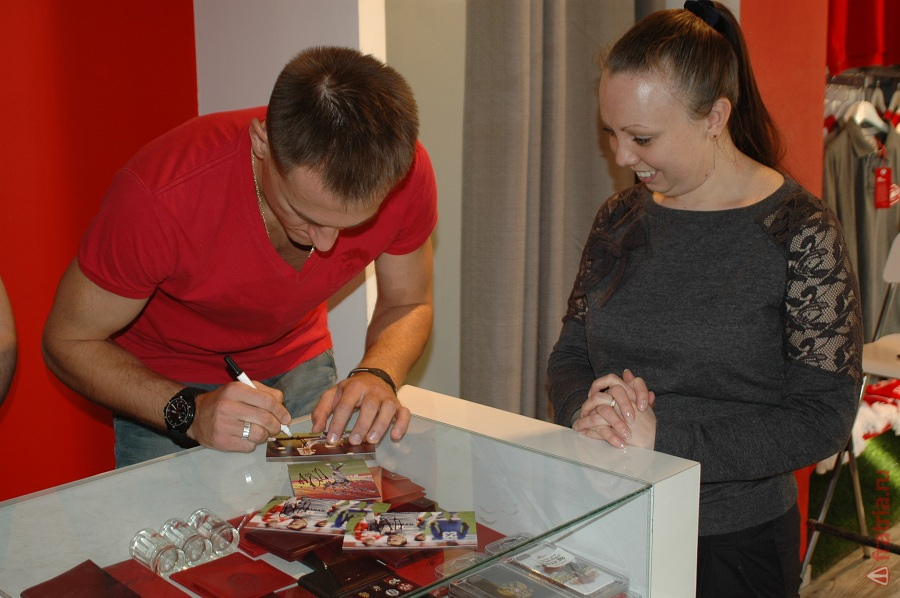
Артём Ребров на автограф-сессии в офисе «Фратрии». Январь 2014 года

С сезона 2011/12 годов «Фратрия» определяет лучшего игрока «Спартака». После каждого тура чемпионата России болельщики московского клуба принимают участие в голосовании. Футболист, набравший наибольшее количество очков по итогам чемпионата, признаётся лучшим и получает от «Фратрии» именной ромб из красного дерева с эмблемой «Спартака». Первым лауреатом стал вратарь красно-белых Андрей Дикань, по итогам чемпионата России-2012/13 лучшим стал защитник Дмитрий Комбаров, а в чемпионате-2013/14 — полузащитник Денис Глушаков.

### Конкурс «Мисс Спартак»

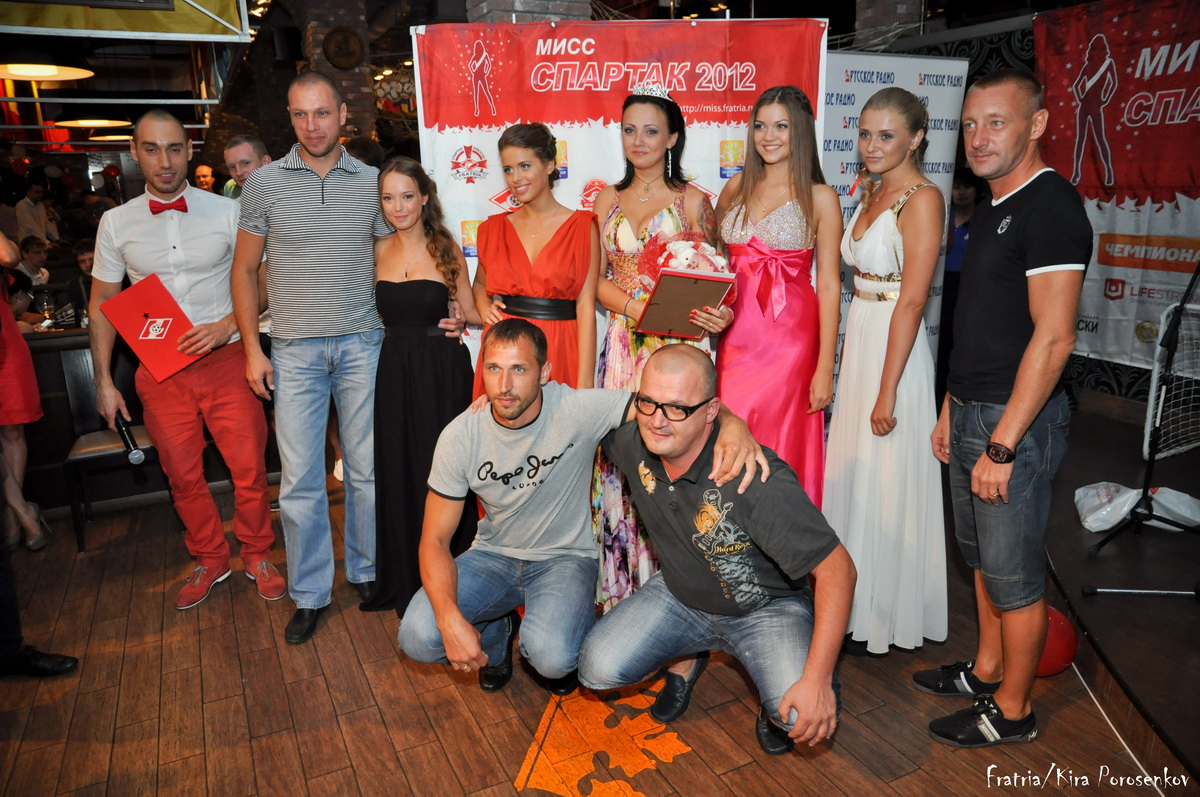
Финалистки «Мисс Спартак-2012» вместе с жюри конкурса

«Фратрия» совместно с фан-клубом, футбольным и хоккейным клубами «Спартак» Москва, МФСО и дружественными красно-белыми интернет-ресурсами с 2010 года проводит ежегодный конкурс «Мисс Спартак Архивная копия от 4 марта 2013 на Wayback Machine». Цель конкурса — популяризация женского боления.
Финал проходит в одном из дружественных красно-белых ресторанов/клубов при большом стечении публики . В жюри конкурса входят представители футбольного клуба, ветераны «Спартака», а также известные болельщики красно-белых.

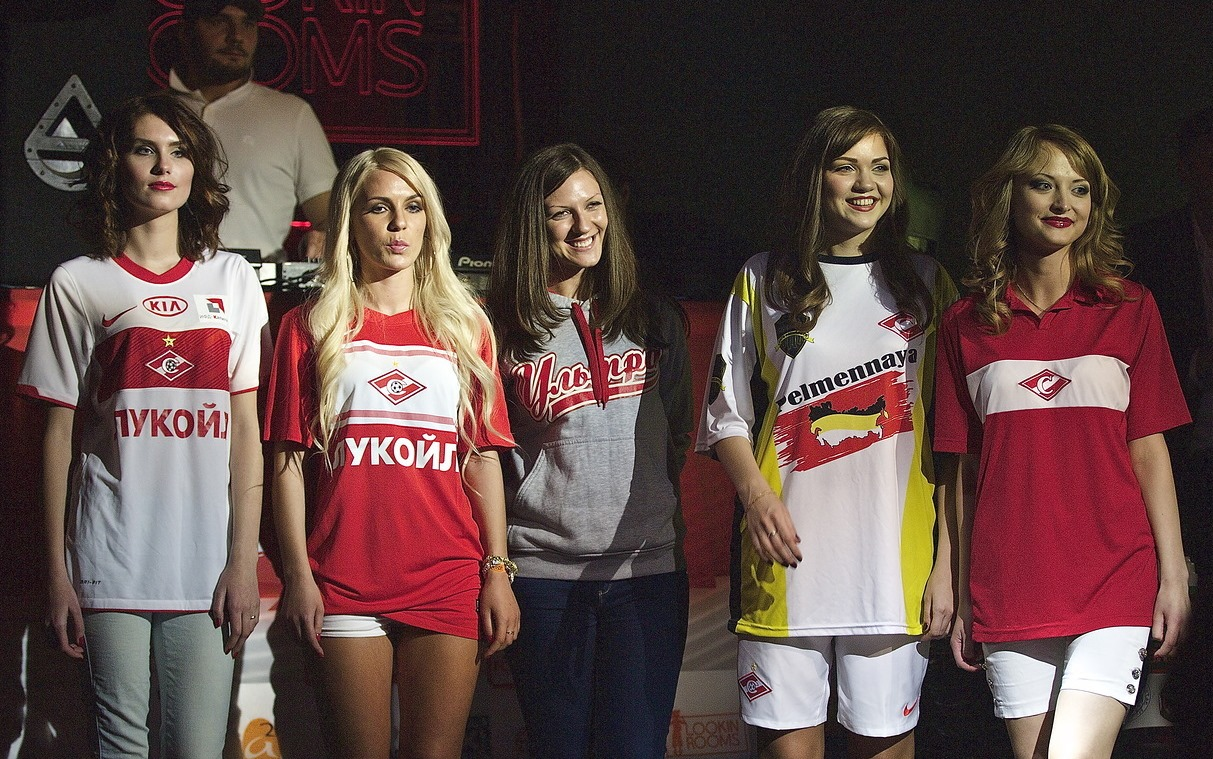
Финалистки «Мисс Спартак-2013» на сцене во время конкурса

### Интеллектуальная игра «Что? Где? Когда?»
Отдельной задачей общества стоит развитие знаний истории болельщиками. В 2015 году проведена первая интеллектуальная игра «Что? Где? Когда?» для болельщиков «Спартака», приуроченная к 80-летию МФСО «Спартак». В игре приняло участие 8 команд. Для мероприятия были подготовлены вопросы по различным видам спорта, касающиеся спортсменов общества «Спартак».
С сезона 2015/16 годов проводится интеллектуальный чемпионат «Лига „Фратрии“ по ЧГК». Сезон состоит из 4 туров, которые проводятся ежеквартально. В первом таком турнире приняло участие 18 команд, собранных из болельщиков красно-белых.

### Коммерческая деятельность
С 2006 года функционирует магазин, занимающийся распространением билетов на домашние матчи хоккейного и футбольного клубов «Спартак» Москва, а также продажей атрибутики и сувенирной продукции со спартаковской символикой и на фанатскую тематику.

## История движения

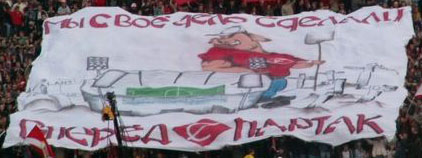
Первый рисованный баннер «Фратрии». Сезон 2005 года

Идея создания спартаковской фанатской организации возникла в первой половине 2000-х годов, как реакция на неудовлетворительное, по мнению болельщиков, положение в футбольном и хоккейном клубах «Спартак» и в качестве способа, который должен был придать дополнительный импульс командам в те нелёгкие для них времена. Была поставлена задача не только создать организованную красочную поддержку (суппорт) клубов на домашних и выездных матчах, но и поднять её на европейский уровень.

28 октября 2005 года, после небольшой подготовки, было принято окончательное решение об открытии новой фанатской организации болельщиков «Спартака», а также выбрано название — Fratria (Фратрия).

## Критика
- Некоторые болельщики указывают на недостатки в организации движения и методах его работы[88][89];
- В январе 2008 года разгорелся конфликт между администрацией футбольного клуба «Спартак» и «Фратрией». Некоторые наблюдатели выступали с критикой организации[90];
- В марте 2010 года произошла скандальная история в ВОБе, после чего из «Фратрии» ушёл её бессменный лидер Иван Катанаев[91];
- В августе 2012 года болельщики «Спартака» на матче Лиги Чемпионов против турецкого «Фенербахче» сожгли баннер с изображением первого президента Турецкой республики Кемаля Ататюрка, чем вызвали негодование общественности[92]. После этого ответный визит в Турцию сопровождался массовыми беспорядками, устроенными разъярёнными турецкими фанатами.